# Josep Murgades Barceló
Josep Murgades Barceló (Reus, 15 de febrer de 1951), conegut com a Josep Murgades, és un filòleg, traductor i professor universitari català, emèrit des de 2021, especialitzat en Noucentisme i en Eugeni d'Ors.

## Trajectòria
Fill de Josep Murgadas Solanes , administratiu, de Reus i de Carme Barceló Bueso, de Vinaròs, va fer els primers estudis a l'Institut de Reus. Es va doctorar en Filologia catalana a la Universitat Autònoma de Barcelona. Actualment és catedràtic emèrit de literatura catalana contemporània a la Universitat de Barcelona. Abans havia ha estat professor a l'Estudi General de Lleida i lector de català i espanyol a la Universitat de Ratisbona (1976-1980). L'any 1974 va ser un dels fundadors de la revista Els Marges juntament amb Jordi Castellanos i quan aquest va morir va seguir sol en la direcció. L'any 1979 va signar, amb altres redactors, Una nació sense estat, un poble sense llengua?, conegut com el Manifest d'Els Marges. Ha publicat a L'Avenç, la Revista de Catalunya i L'Espill, entre moltes altres publicacions de prestigi.
S'ha especialitzat en el Noucentisme i en les manifestacions literàries d'aquest, i ha curat una colla de volums de l'edició crítica de l'obra catalana d'Eugeni d'Ors en curs de publicació a Quaderns Crema. Des de sempre també, ha parat atenció en l'obra de Pompeu Fabra. Així, ha anotat les Converses filològiques de l'obra completa en curs de publicació per l'IEC i va donar donar a la impremta un volum amb els textos dispersos i desconeguts del Mestre. També ha publicat treballs de sociolingüística, aplegats en gran part a Llengua i discriminació (1996).
Igualment, ha traduït nombrosos autors de llengua alemanya. Cal destacar entre les seves traduccions les Narracions completes de Franz Kafka, Els anys d'aprenentatge de Wilhelm Meister de Goethe, obres de Hermann Hesse, Thomas Bernhard, etc. També ha traduït nombrosos textos de teoria i crítica literàries, molts dels quals apareguts al número triple 27-28-29 d'Els Marges, corresponent a l'any 1983 i tot ell integrat de traduccions de textos clàssics sobre literatura. Va escriure també durant un grapat d'anys, una columna setmanal, els dimecres, a la contraportada d'El Punt.
L'any 2023 l'Ajuntament de Reus el va nomenar fill il·lustre de la ciutat.

## Obres[7]

### Llibres
- (amb Xavier Lamuela). Teoria de la llengua literària segons Fabra. Barcelona: Quaderns Crema, 1984.
- Llengua i discriminació. Barcelona: Curial, 1996.
- Textos desconeguts de Fabra. Lleida: Punctum & GRECUB, 2005.
- Escrits sobre llengua. Lleida: Pagès, 2016.
- Escrits sobre Fabra. Lleida: Pagès, 2018.
- Escrits sobre Eugeni d'Ors. Santa Coloma de Queralt: Obrador Edènum, 2019.
- Esbós d'escrits que ja mai no escriuré. Barcelona: Universitat de Barcelona, 2021.
- Escrits sobre Noucentisme. Barcelona: Universitat de Barcelona, 2022.

### Estudis
- «Assaig de revisió del noucentisme», Els Marges, núm. 7 (1976), p. 35-53.
- «El Noucentisme», dins: Joaquim Molas (dir.). Història de la literatura catalana, vol. 9. Barcelona: Ariel, 1987, p. 9-72.
- «Eugeni d'Ors», dins: Joaquim Molas (dir.). Història de la literatura catalana, vol. 9. Barcelona: Ariel, 1987, p. 73-98.
- «Eugeni d'Ors: verbalitzador del Noucentisme», dins: El Noucentisme. Cicle de conferències fet a la Institució cultural del CIC de Terrassa, curs 1984/85. Barcelona: Publicacions de l'Abadia de Montserrat, 1987, p. 59-77.
- «Ús ideològic del concepte de “classicisme” durant el Noucentisme», dins: Rosa Cabré, Montserrat Jufresa i Jordi Malé (eds.). Polis i nació. Política i literatura (1900-1939). Barcelona: Societat Catalana d'Estudis Clàssics, 2003, p. 9-32.
- «Visió noucentista del Cubisme segons Ors», dins: Els anys vint en els Països Catalans (Noucentisme / Avantguarda). Barcelona: Publicacions de l'Abadia de Montserrat, 1997, p. 33-63.
- «Notícia i tast de més textos desconeguts de Fabra», dins: L'Avenç 6-7-2020.

### Traduccions
Narrativa
- Bernhard, Thomas. El nebot de Wittgenstein. Barcelona: Empúries, 1985.
- Bernhard, Thomas. Historietes inexemplars: l'imitador de veus. Barcelona: Empúries, 1985.
- Goethe, Johann Wolfgang von. Els anys d'aprenentatge de Wilhelm Meister. Barcelona: Edicions 62 i "la Caixa", 1985.
- Hesse, Hermann. Maca és la joventut. Barcelona: Empúries, 1986.
- Kafka, Franz. Narracions completes. Barcelona: Quaderns Crema, 1982. (Premi de la Crítica Serra d'Or de traducció 1983.)
- Mann, Thomas. La llei. Girona: Accent, 2012.

Teatre
- Bernhard, Thomas. Minetti. Un retrat de l'artista vell. Pròleg de Herbert Gamper. Barcelona: Institut del Teatre, 1988.
- Panizza, Oskar. El concili de l'amor. València: Tres i Quatre, 2008.